# Montignoso
Montignoso is een gemeente in de Italiaanse provincie Massa-Carrara (regio Toscane) en telt 10.143 inwoners (31-12-2004). De oppervlakte bedraagt 16,6 km², de bevolkingsdichtheid is 611 inwoners per km².

## Demografie
Montignoso telt ongeveer 4046 huishoudens. Het aantal inwoners steeg in de periode 1991-2001 met 9,4% volgens cijfers uit de tienjaarlijkse volkstellingen van ISTAT.
| Jaar | Inwoneraantal |
| ---- | ------------- |
| 1991 | 9158          |
| 2001 | 10.023        |

## Geografie
De gemeente ligt op ongeveer 130 m boven zeeniveau.
Montignoso grenst aan de volgende gemeenten: Forte dei Marmi (LU), Massa, Pietrasanta (LU), Seravezza (LU).